# Tom Odell
Thomas Peter Odell, född 24 november 1990, är en engelsk sångare och låtskrivare. Han släppte sin första EP, Songs from Another Love, år 2012 och vann tidigt 2013 i Brit Awards kategori Critics' Choice. Hans debutalbum, Long Way Down, släpptes den 24 juni 2013. Hans andra studioalbum, Wrong Crowd, gavs ut den 10 juni 2016. I oktober 2018 släpptes hans tredje studioalbum, Jubilee Road.

## Tidiga år
Odell föddes i Chichester i West Sussex i England, till en flygbolagspilot och en grundskolelärare. Han har en äldre syster. Han tillbringade en del av sin barndom i Nya Zeeland på grund av sin fars arbete. Han utbildade sig på Seaford College. Han studerade klassisk piano ända till sjunde klass, och började skriva egna låtar när han var 13 men berättade inte det för någon eftersom han upplevde att det inte var "coolt".
Vid 18 års ålder gav Odell upp sina planer att studera på University of York och försökte istället få en plats på en musikutbildning i Liverpool. Han uppträdde på open mic-evenemang varje kväll: "Det var fullt av förödmjukelser: att släpa runt ett keyboard, dyka upp för att få veta att jag blivit avbokad, grabbgäng tar mikrofonen ifrån mig och skrattar... Jag lärde mig att uppträda och veta vilka låtar som fungerar."Ett år senare flyttade han tillbaka till Chichester efter att ha blivit uppsagd från sitt jobb som bartender. Med sin far- eller morförälders bil åkte han regelbundet till London för att spela och för att sätta upp reklam på musikskolor. Han studerade i British and Irish Modern Music Institute (BIMM) i Brighton och spelade i bandet Tom and the Tides före han flyttade till London år 2010. Tom and The Tides spelade in sången "Spider" för BIMM:s elevalbum What's Inside Your Head Vol. 3. Han bestämde sig dock senare för att bli en soloartist eftersom han ville bli självständig.

## Inflytanden
Odell växte upp med att lyssna på Elton John. En av de första skivorna han lyssnade på var Goodbye Yellow Brick Road (1973). Han nämner även David Bowie, Jeff Buckley, Bob Dylan, Arthur Russell, Leonard Cohen, Leon Russell, Billy Joel, Randy Newman, Tom Waits, Rodríguez och Bruce Springsteen som inflytande till sin musik. Han är ett fan av Arcade Fire, Adele, James Blake, Cat Power, Blur, Beach House, Radiohead, Coldplay och Ben Folds.
Odell har sagt att hans sångtexter är inspirerade av hans "oförmåga att upprätthålla förhållanden med någon i längre än sex månader." Han säger även: "Jag märker att jag skriver bättre sånger då jag är ärlig och skriver om saker som händer mig. Det kan dock bli lite konstigt när vänner eller flickvänner räknar ut att en sång är om dem. Men det är fantastiskt att man kan komma undan med det. Konstnärlig licens, tror jag att det kallas."

## Diskografi

### Studioalbum
- Long Way Down, släpptes den 24 juni 2013
- Wrong Crowd, släpptes den 10 juni 2016
- Jubilee Road, släpptes den 26 oktober 2018
- Monsters, släpptes 2021
- Best Day of My Life, släpptes 2022
- Black Friday, släpptes 2024
- A Wonderful Life, släpptes 2025

### EP-skivor
| Titel                              | Detaljer                                                                                           |
| ---------------------------------- | -------------------------------------------------------------------------------------------------- |
| Songs from Another Love            | - Utsläpp: 15 October 2012 - Skivmärke: Columbia, In the Name Of - Format: Digital download, vinyl |
| The Another Love EP                | - Release: 14 June 2013 - Label: Columbia, In the Name Of - Format: Digital download, vinyl        |
| Spending All My Christmas with You | - Release: 9 december 2016 - Label: Columbia - Format: Digital download                            |

### Singlar
| "Another Love"                                                                      | 2012 | 10 | 2 | 1  | 11  | 11 | 24 | 6  | — | 23 | - BPI: Guld - BEA: Platina - BVMI: Platina - IFPI AUT: Guld - IFPI SWI: Platina - NVPI: Guld | Long Way Down                      |
| "Can't Pretend"                                                                     | 2013 | 67 | — | 52 | 200 | —  | —  | —  | — | —  |                                                                                              | Long Way Down                      |
| "Hold Me"                                                                           | 2013 | 44 | — | —  | —   | —  | —  | —  | — | —  |                                                                                              | Long Way Down                      |
| "Grow Old with Me"                                                                  | 2013 | 46 | — | 53 | —   | —  | —  | —  | — | —  |                                                                                              | Long Way Down                      |
| "I Know"                                                                            | 2013 | 92 | — | 70 | —   | —  | —  | —  | — | —  |                                                                                              | Long Way Down                      |
| "Real Love"                                                                         | 2014 | 7  | — | 71 | —   | —  | 16 | 83 | — | —  | - BPI: Silver                                                                                | Spending All My Christmas With You |
| "Wrong Crowd"                                                                       | 2016 | —  | — | —  | —   | —  | —  | —  | — | —  |                                                                                              | Wrong Crowd                        |
| "Magnetised"                                                                        | 2016 | 40 | — | 51 | 157 | —  | 62 | —  | — | 73 | - BPI: Silver                                                                                | Wrong Crowd                        |
| "Here I Am"                                                                         | 2016 | —  | — | 58 | —   | —  | —  | —  | — | —  |                                                                                              | Wrong Crowd                        |
| "True Colours"                                                                      | 2016 | —  | — | —  | —   | —  | —  | —  | — | —  |                                                                                              | Non-album single                   |
| "Silhouette"                                                                        | 2016 | —  | — | —  | —   | —  | —  | —  | — | —  |                                                                                              | Wrong Crowd                        |
| "Jealousy"                                                                          | 2017 | —  | — | —  | —   | —  | —  | —  | — | —  |                                                                                              | Wrong Crowd                        |
| "If You Wanna Love Somebody"                                                        | 2018 | —  | — | —  | —   | —  | —  | —  | — | —  |                                                                                              | Jubilee Road                       |
| "Half As Good as You"                                                               | 2018 | —  | — | —  | —   | —  | —  | —  | — | —  |                                                                                              | Jubilee Road                       |
| "Go Tell Her Now"                                                                   | 2019 | —  | — | —  | —   | —  | —  | —  | — | —  |                                                                                              | Jubilee Road                       |
| "—" betecknar singel som inte kom med på någon lista eller var utgett i det området |      |    |   |    |     |    |    |    |   |    |                                                                                              |                                    |

### PR-singlar
| Titel                  | År   | Album         |
| ---------------------- | ---- | ------------- |
| "Sirens"[källa behövs] | 2013 | Long Way Down |
| "Jubilee Road"         | 2018 | Jubilee Road  |

### Gästuppträdanden
| Titel        | År   | Album                              |
| ------------ | ---- | ---------------------------------- |
| "Summer Day" | 2019 | MOOMINVALLEY (Official Soundtrack) |

## Turnéer och konserter
- Long Way Down Tour (2013)
- No Bad Days Tour (2016-2017)
- Jubilee Road Tour (2018-2019)

## Pris och nomineringar
| Årtal | Organisation        | Pris                       | Resultat  |
| ----- | ------------------- | -------------------------- | --------- |
| 2013  | MTV                 | Brand New For 2013         | Nominerad |
| 2013  | BRIT Awards         | Critics' Choice Award      | Vann      |
| 2013  | BBC                 | Sound of 2013              | Nominerad |
| 2014  | BRIT Awards         | Brittisk manlig soloartist | Nominerad |
| 2014  | BRIT Awards         | British Breakthrough Act   | Nominerad |
| 2014  | Ivor Novello Awards | Årets låtskrivare          | Vann      |